# 長坪山紅軍戰場遺址及石刻標語群
長坪山紅軍戰場遺址及石刻標語群位於四川省南充市南部縣，文物遺址年代判定為1933-1935年。2012年7月16日公佈為第八批四川省文物保護單位。
長坪山紅軍戰場遺址及石刻標語群位於四川省南充市南部縣長坪鎮侯坪村長坪山寨。山寨整體呈南北走向，為一狹長地帶，長約800米，寬約150米，1933年至1935年，紅軍在長坪山周邊發動大小戰鬥三十余次，佔領了嘉陵江以北的大片土地。紅軍二十五師政治部和74團、81團團部曾設立於長坪山。先後在長坪山及周邊地區建立了六個蘇維埃政權，留下了二十余幅紅軍標語，保存有紅軍團部舊址和紅軍墓。石刻標語集中分佈于漏米岩寨門、林家埋寨門、龍寨門和麼寨門，刻鑿於寨門門彷及其相鄰岩壁上，現存標語12副，約10平方米。1983年，長坪山紅軍戰場遺址及石刻標語群被南部縣人民政府公佈為縣級文物保護單位。